# Cours Victor-Hugo
Le cours Victor-Hugo est une avenue de la ville de Bordeaux.

## Situation et accès
D'une longueur de 700 mètres, elle commence au niveau de la Porte de Bourgogne, située Place de Bir-Hakeim, et se termine à l'intersection de la rue de Cursol et du cours Pasteur. Elle permet de rejoindre les quais depuis le centre-ville et de traverser la Garonne via le pont de pierre. Le cours délimite deux quartiers historiques de la ville, celui de Saint-Pierre au nord, considéré comme le centre historique de Bordeaux, et celui, plus populaire, de Saint-Michel au sud.
Bordée de nombreux commerces et restaurants, cette voie est ouverte à la circulation et comporte plusieurs édifices classés monuments historiques. Le cours est desservi par le tramway   à l'ouest (arrêt Musée d'Aquitaine) et par les lignes     à l'est (arrêt Porte de Bourgogne).

## Origine du nom
La rue est l'hommage de la ville de Bordeaux à Victor Hugo, écrivain, poète, et homme politique français, qui traversa Bordeaux en 1811, à l'âge de neuf ans, pour rejoindre son père en Espagne. Il y revint en 1843 à l'occasion de son voyage dans les Pyrénées et laissa une belle description de la ville qu'il compare à Versailles et Anvers, mais où il déplore la destruction des quartiers médiévaux. Enfin, en 1871, il s'y installa avec le gouvernement et y retrouva son fils Charles qui devait mourir brutalement le 13 mai. Fidèle à son idéal visionnaire, il plaida pour une paix équitable et réconciliatrice avec l'Allemagne, à l'Assemblée réunie au Grand-Théâtre : « Ma vengeance, c'est la fraternité. Plus de frontières ! Le Rhin est à tous ! Soyons les États-Unis de l'Europe, soyons la fédération continentale, soyons la liberté européenne, soyons la paix universelle. »

## Historique
Le cours, suivant un axe est-ouest, est tracé sur les anciens fossés du rempart du XIIIe siècle qui furent peu à peu comblés après la construction de la troisième enceinte. Son parcours sinueux et irrégulier, bordé d'arbres, en faisait alors une véritable promenade, d'abord appelée fossés des Salinières depuis les quais jusqu'à la rue Leyteire, puis fossés de l'Hôtel-de-Ville jusqu'à la rue du Cahernan (actuelle Rue Sainte-Catherine) et enfin fossés des Carmes. Nommé Cours Napoléon sous le Premier et le Second Empire, il fut régularisé au XIXe siècle par la démolition de plusieurs îlots de maisons médiévales.
Aujourd'hui, le cours est une grande avenue circulante empruntée aussi bien par les voitures que les piétons, qui l'utilisent pour rejoindre les rues médiévales du centre historique de Bordeaux ou la rue Sainte-Catherine. Ses trottoirs ombragés et bordés d'arbres ainsi que les nombreux commerces et restaurants en font une promenade agréable et vivante.

## Bâtiments remarquables
- nos 1-7 et 2-4 : Dessinés par André Portier, ces immeubles encadrent la monumentale Porte de Bourgogne.
- no 8 : Maison Louis XVI en retrait avec une terrasse protégée par un garde-corps en fer forgé.
- no 9 : Lourde demeure de Louis XV richement sculptée faisant l'angle avec la rue de la Rousselle.
- no 13 : Maison composée d'une unique travée avec arcade à claveaux, datant probablement du XVIIe siècle.
- no 21 : Opulente demeure signée par Marcel Picard architecte et J.Lafeychine, datée de 1894.
- nos 25-51 : Ces immeubles uniformes ont été construits en 1712 à la demande des jurats, par l'ingénieur Pierre Goyer de la Rochette. C'est l'une des premières façades à programme de la ville, anticipant celles des quais. Les maisons comportent trois travées avec un rez-de-chaussée à refends ouvert par une arcade et une étroite porte et deux étages surmontés par un comble habitable éclairé par des lucarnes. Des pilastres à bossage séparent les habitations. De beaux fers forgés ornent les demeures, aux impostes et balconnets caractéristiques par leurs impostes et arabesques de style Régence.
- nos 30-36 : Représentatif du grand style des années 1830-1840, cet immeuble élevé sur cinq niveaux comporte un balcon à consoles et un décor abondant.
- no 53 : Cette entrée vers l'impasse de la Fontaine-Bouquière est condamnée par une grille.
- no 54 : Une plaque gravée signée par des admirateurs rappelle la naissance de Catulle Mendès dans cette maison le 22 mai 1841.
- no 55 : Maison de style Louis XV à décor rocaille d'une particulière exubérance et d'une exécution vigoureuse.
- no 56 : Somptueux ensemble de fers forgés dérivant des modèles de Versailles et de Marly[4].
- no 60 : Maison construite en retrait du cours où l'on peut admirer des pilastres avec mouluration à motifs de lambris.
- no 67 : L'hôtel Raba.
- no 96 : Riche décor comportant mascarons et agrafes.
- nos 114-124 : Le lycée Michel-Montaigne.
- no 130 : L'écrivain Jean de Gaufreteau (1572-1639), auteur d'une Chronique Bordelaise qui s'étend de 1240 à 1638, avait sa maison à cet emplacement. Les vestiges de la façade affichent un fronton timbré d'un mascaron.
- no 131 : L'hôtel de Tranchère. L'immeuble présente une façade Louis XVI à la fois simple et ample. À l'intérieur, un escalier d'honneur conduit à de riches salons boisés et peints rénovés au XIXe siècle.
- nos 132-134 : La Maison dorée.
- no 135 : Maison Louis XVI dont les ferronneries (imposte et garde-corps du premier étage) sont remarquables.
- no 138 : L'hôtel Gradis.
- no 139 : Maison Louis XVI avec une belle imposte et une grille de couloir marquée du chiffre de la famille Peixotto.
- nos 160-162 : Immeuble Art nouveau construit par l'architecte Jélineau dans les années 1900, qui y établit son domicile et son atelier. Le rez-de-chaussée, occupé aujourd'hui par un restaurant, abritait une confiserie, pâtisserie et salon de thé réputé, fondé par le Landais Pascal Caliot.

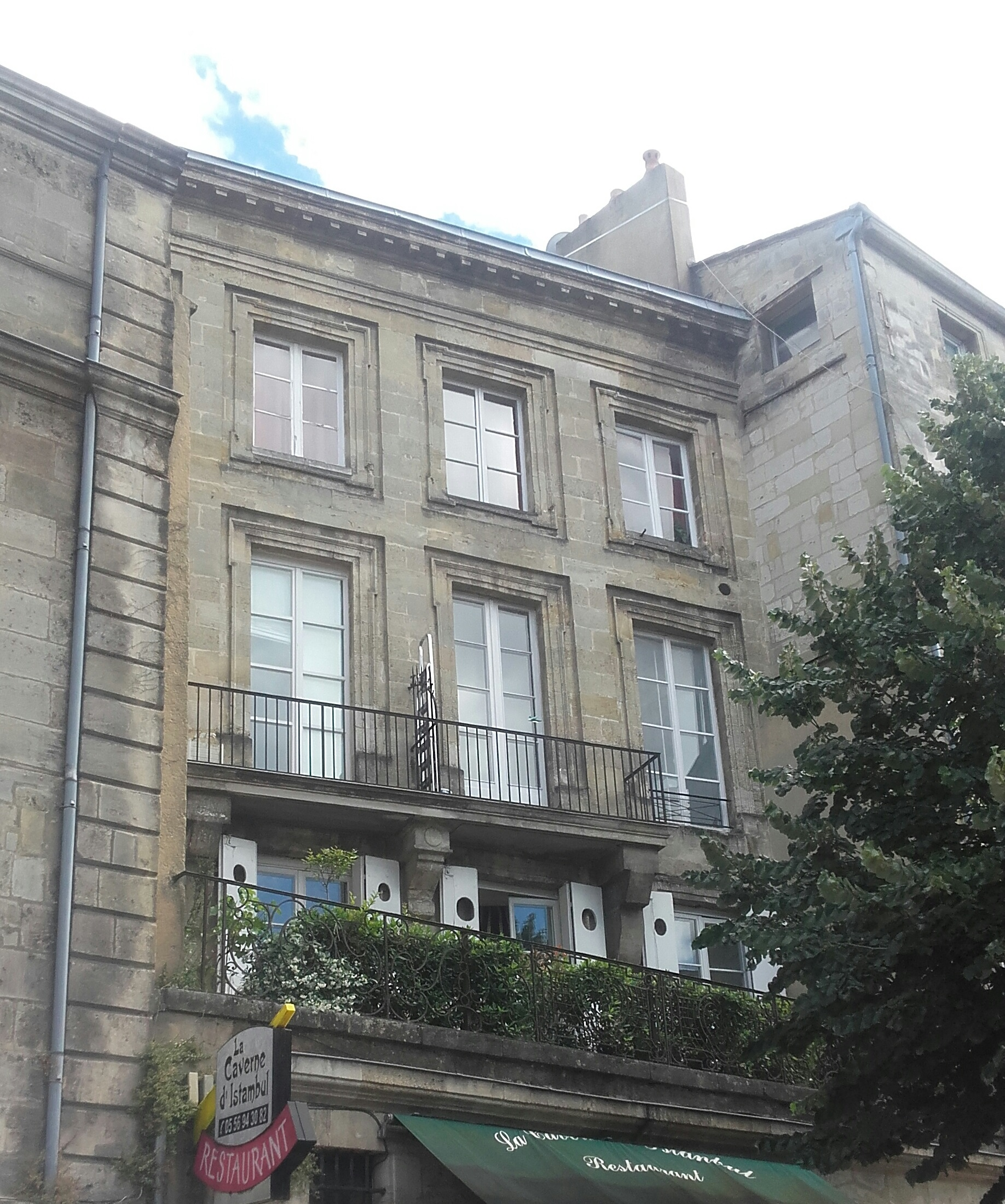
no 8
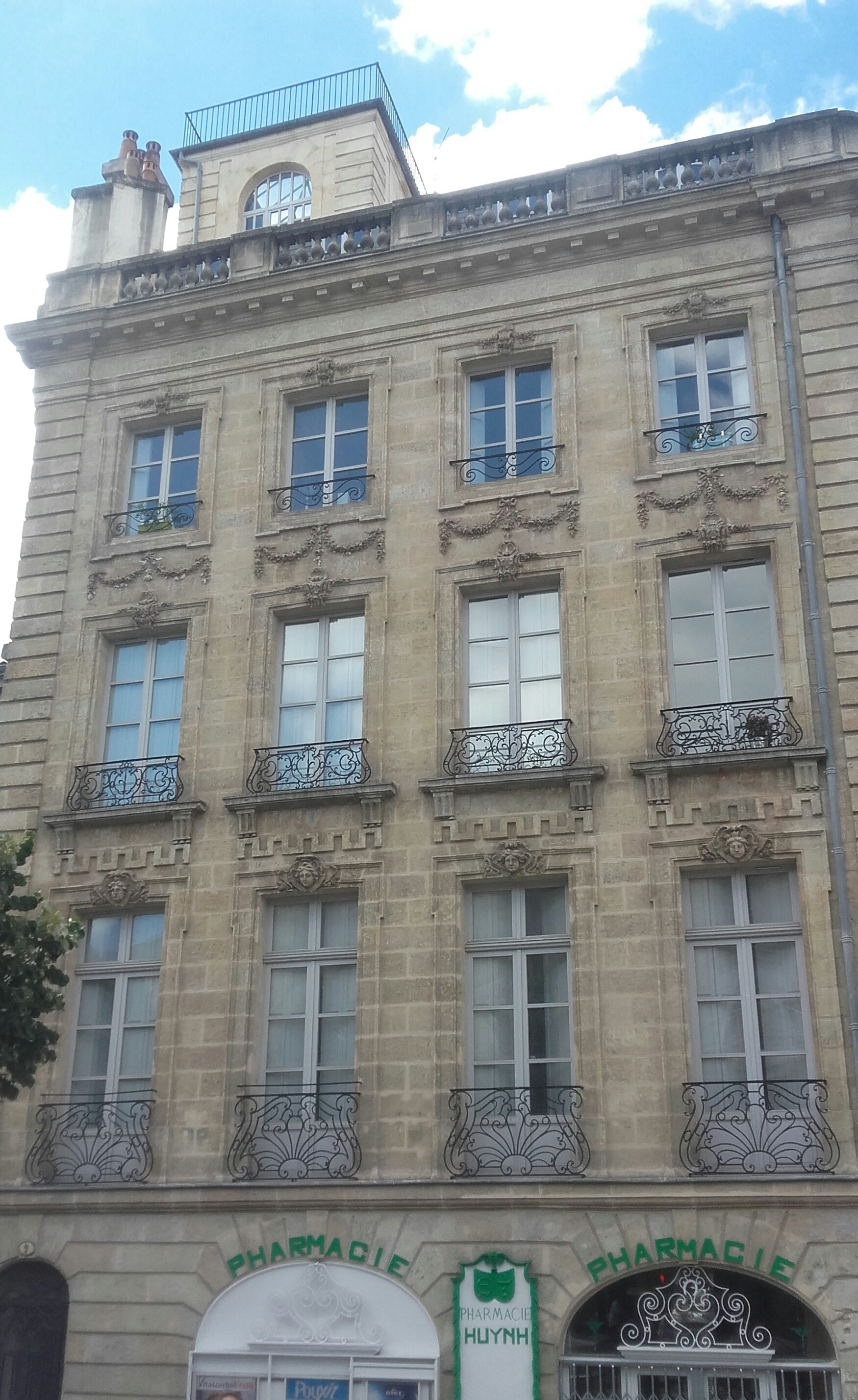
no 9
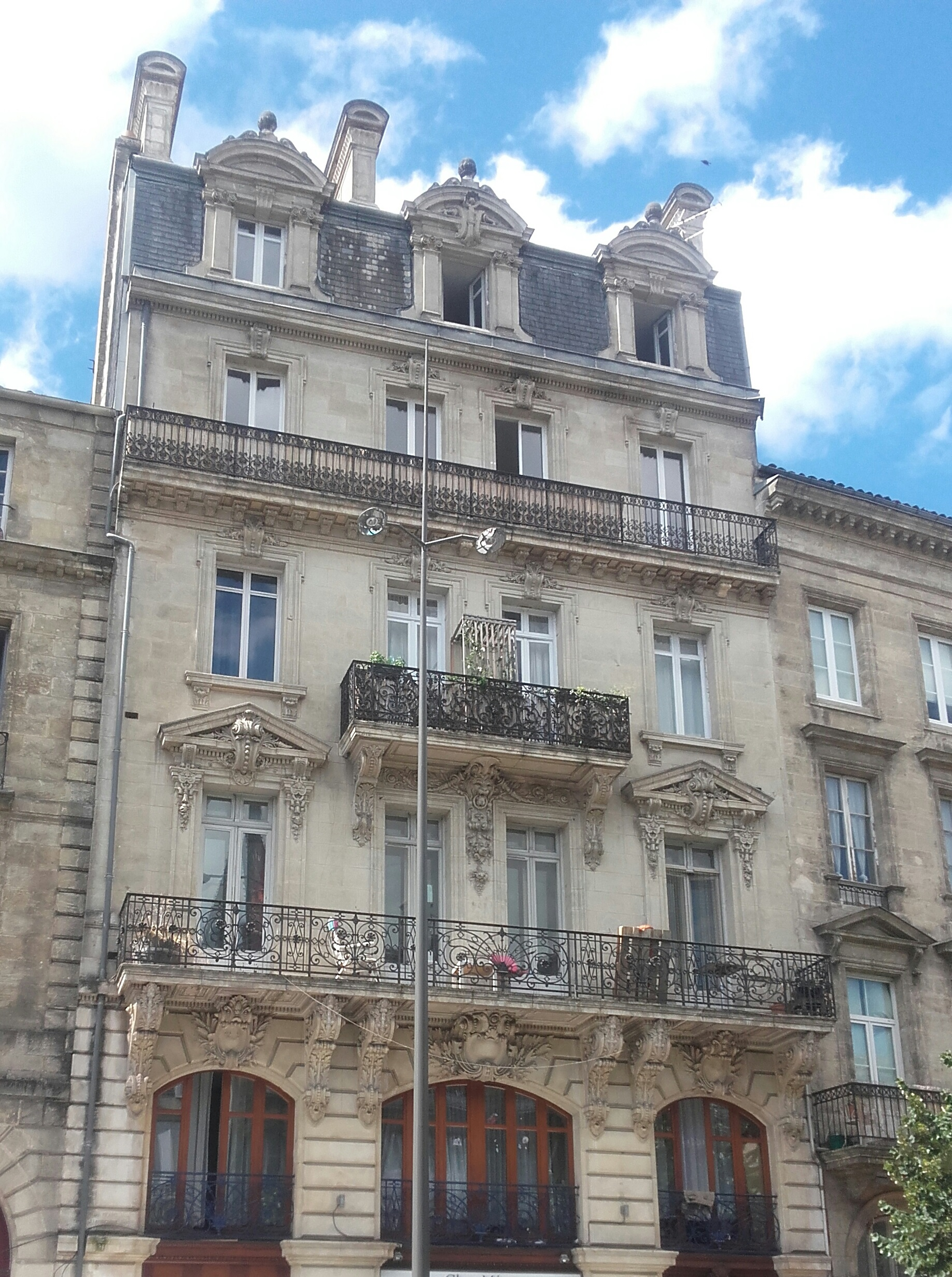
no 21
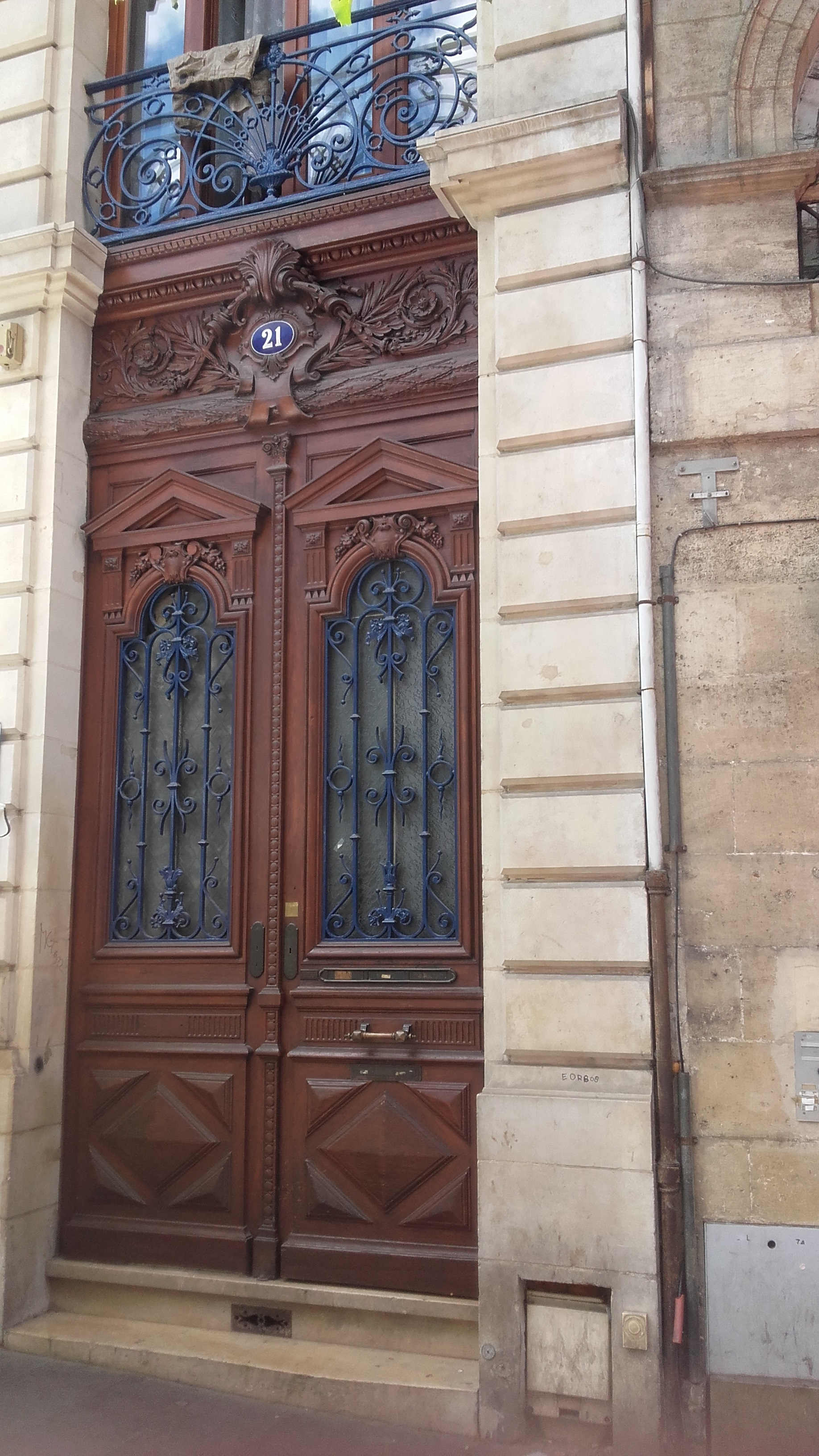
Entrée du no 21
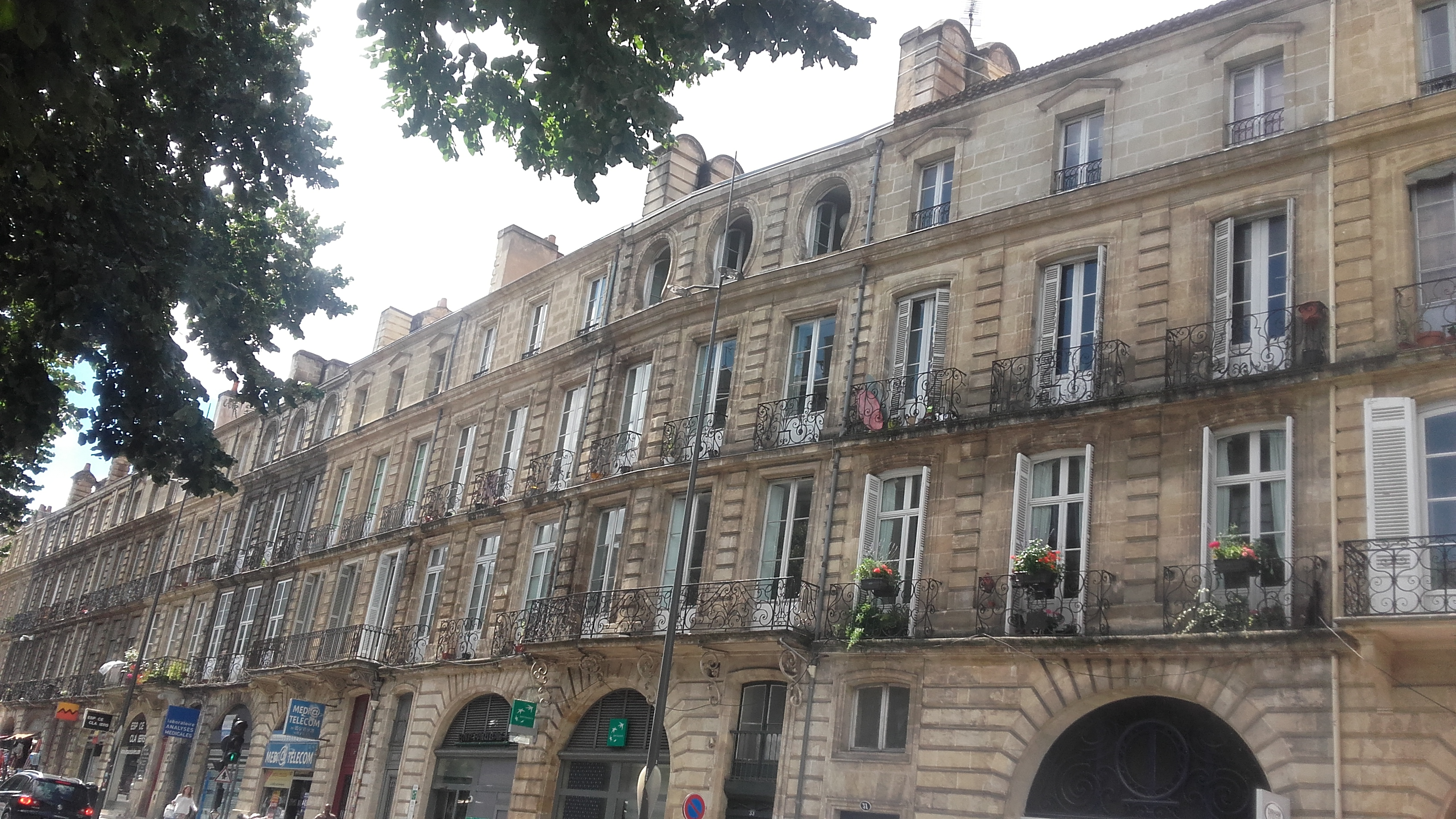
nos 25-51
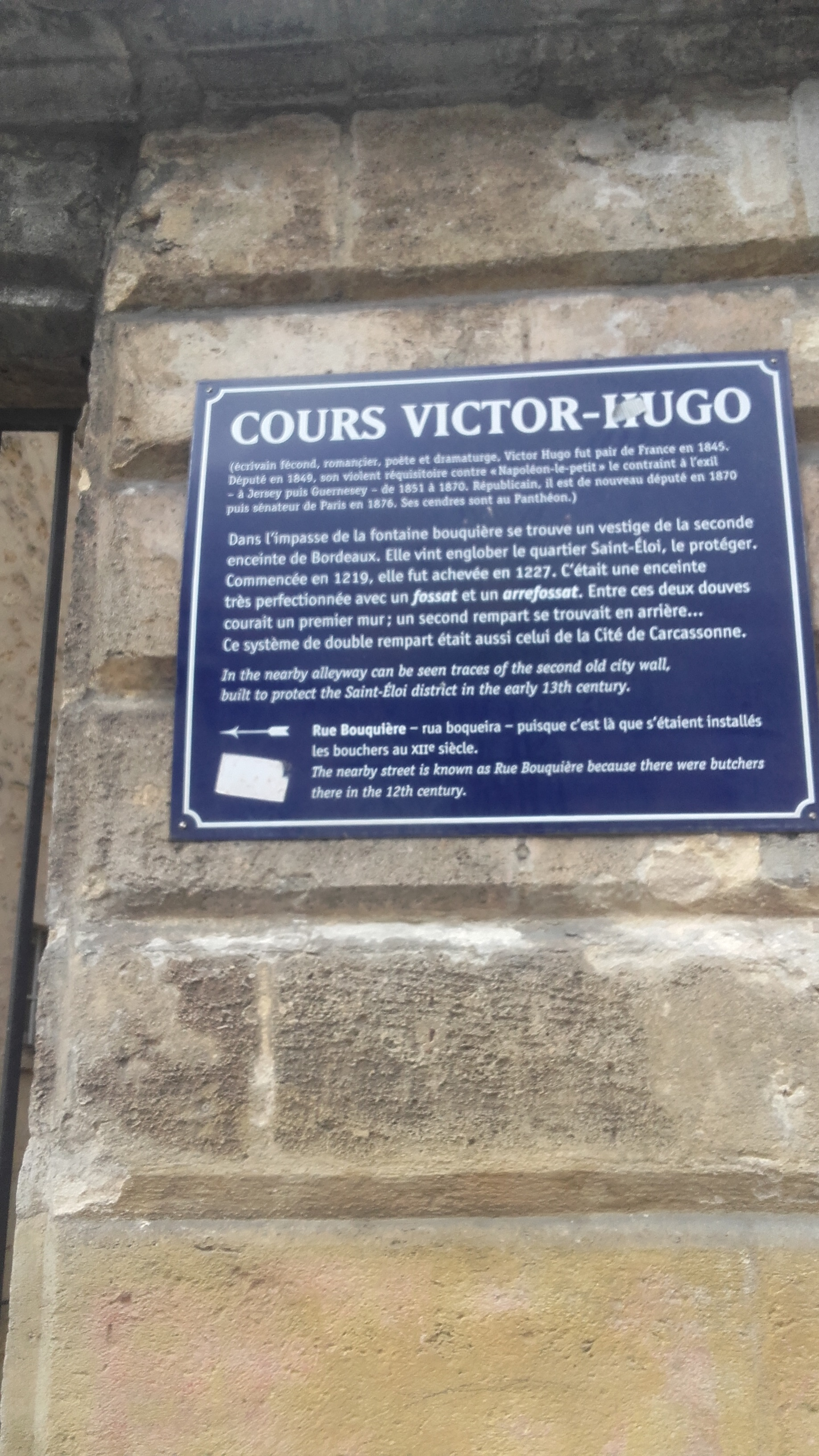
Plaque au no 53
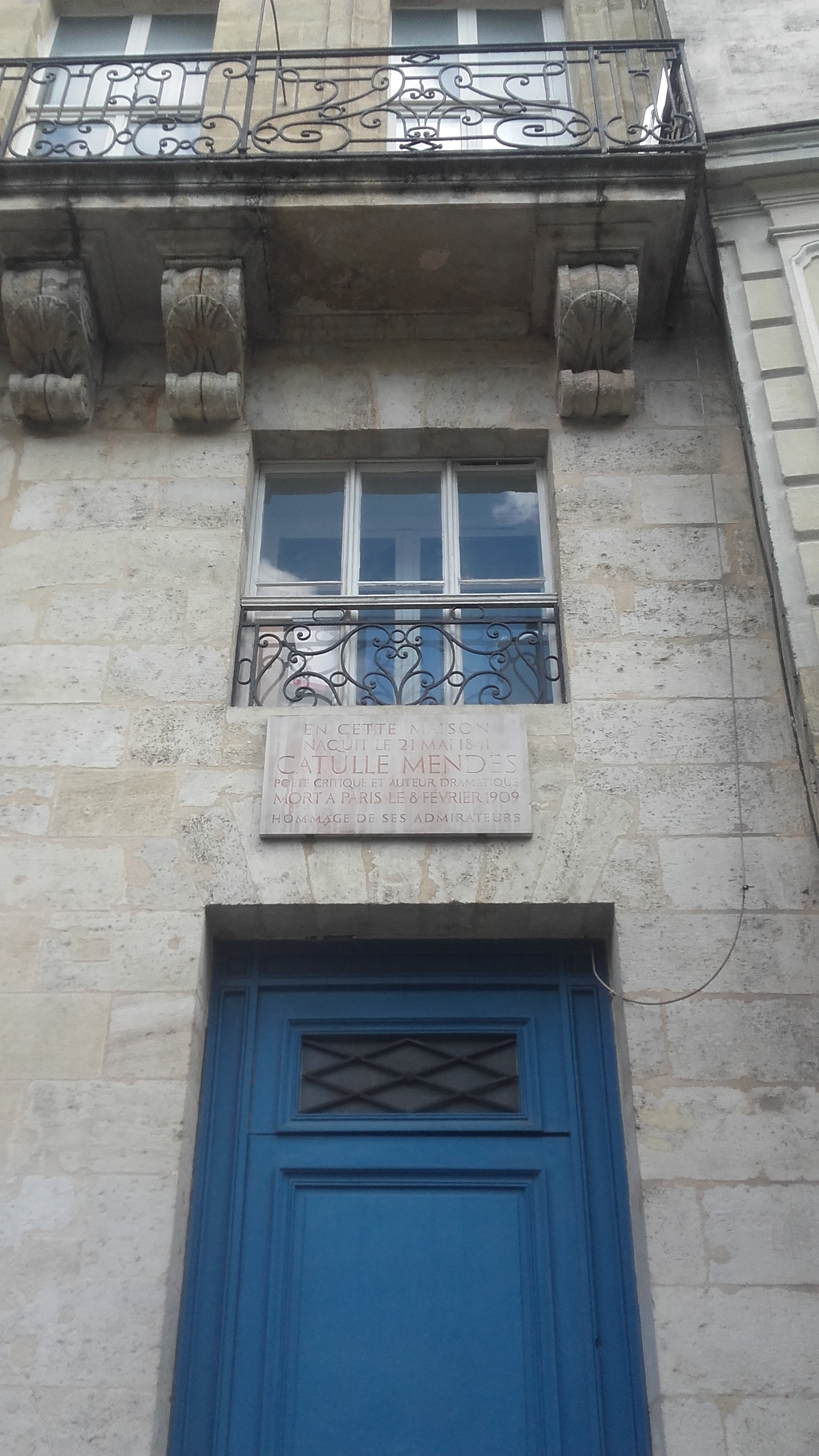
Plaque au no 54
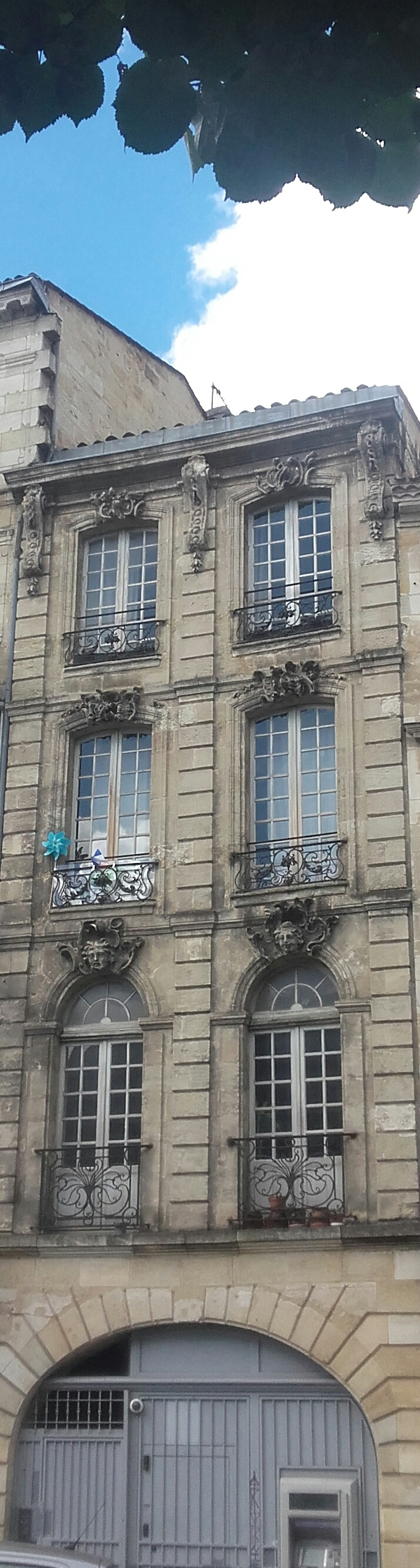
no 55
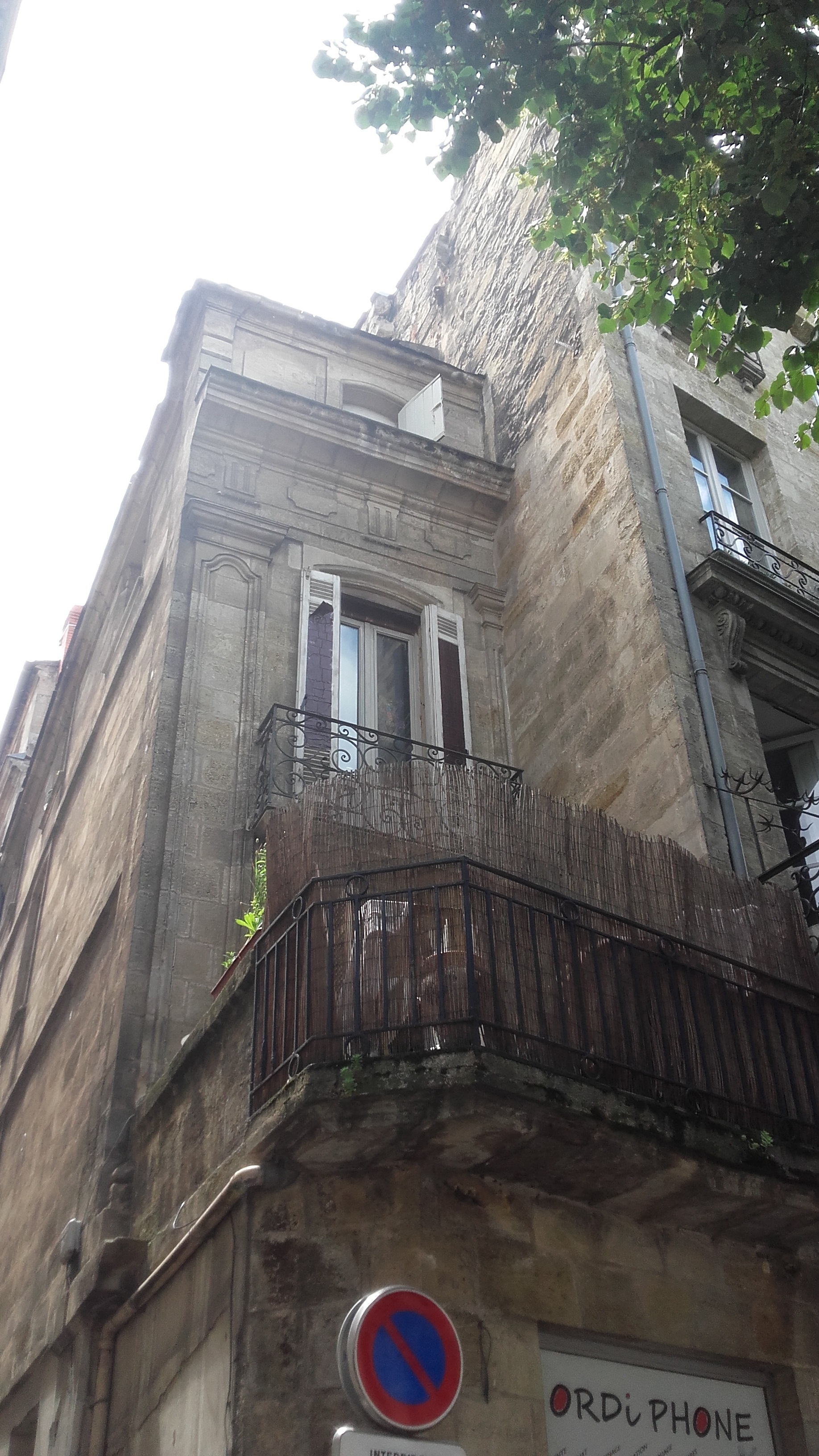
no 60
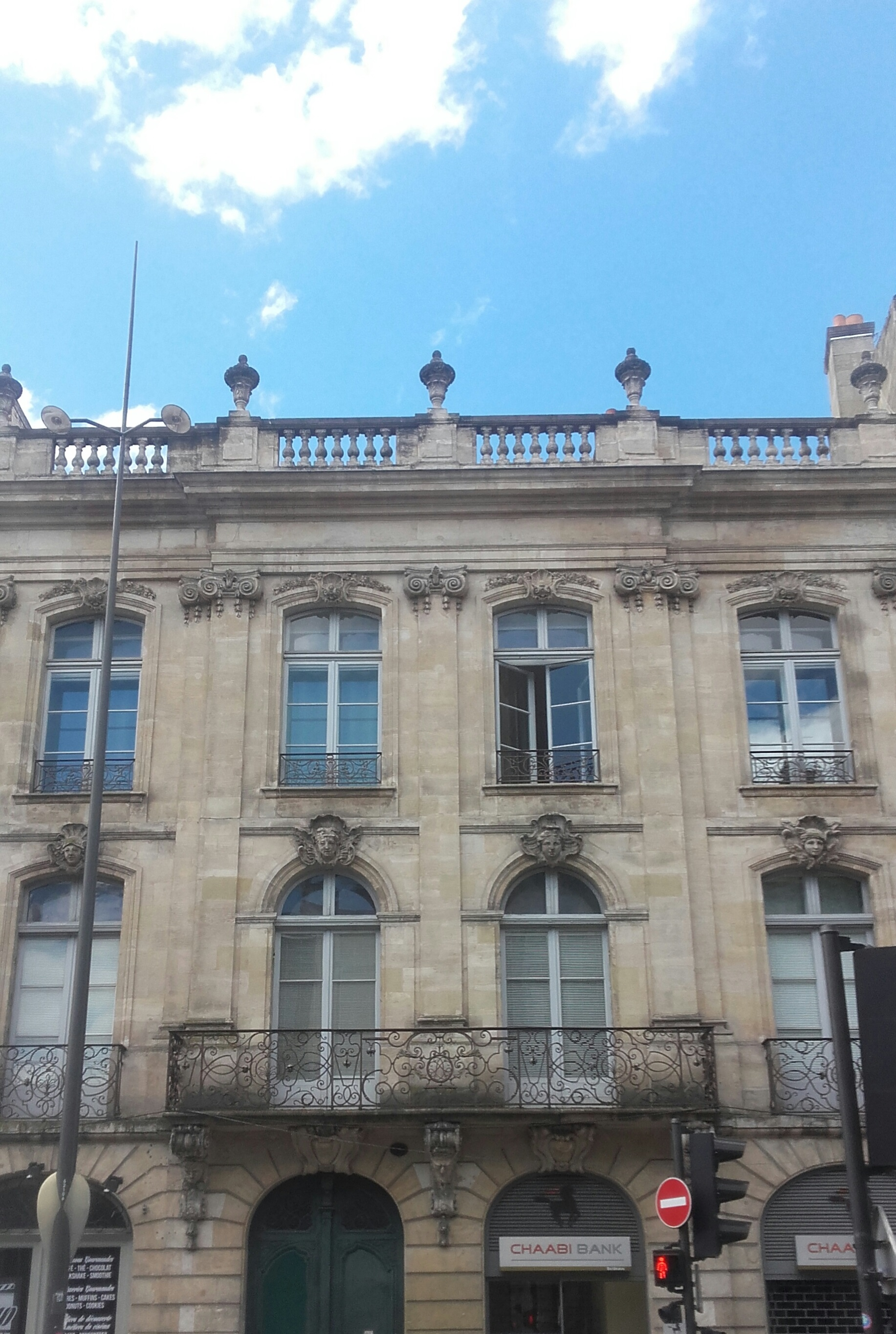
no 67 L'hôtel Raba
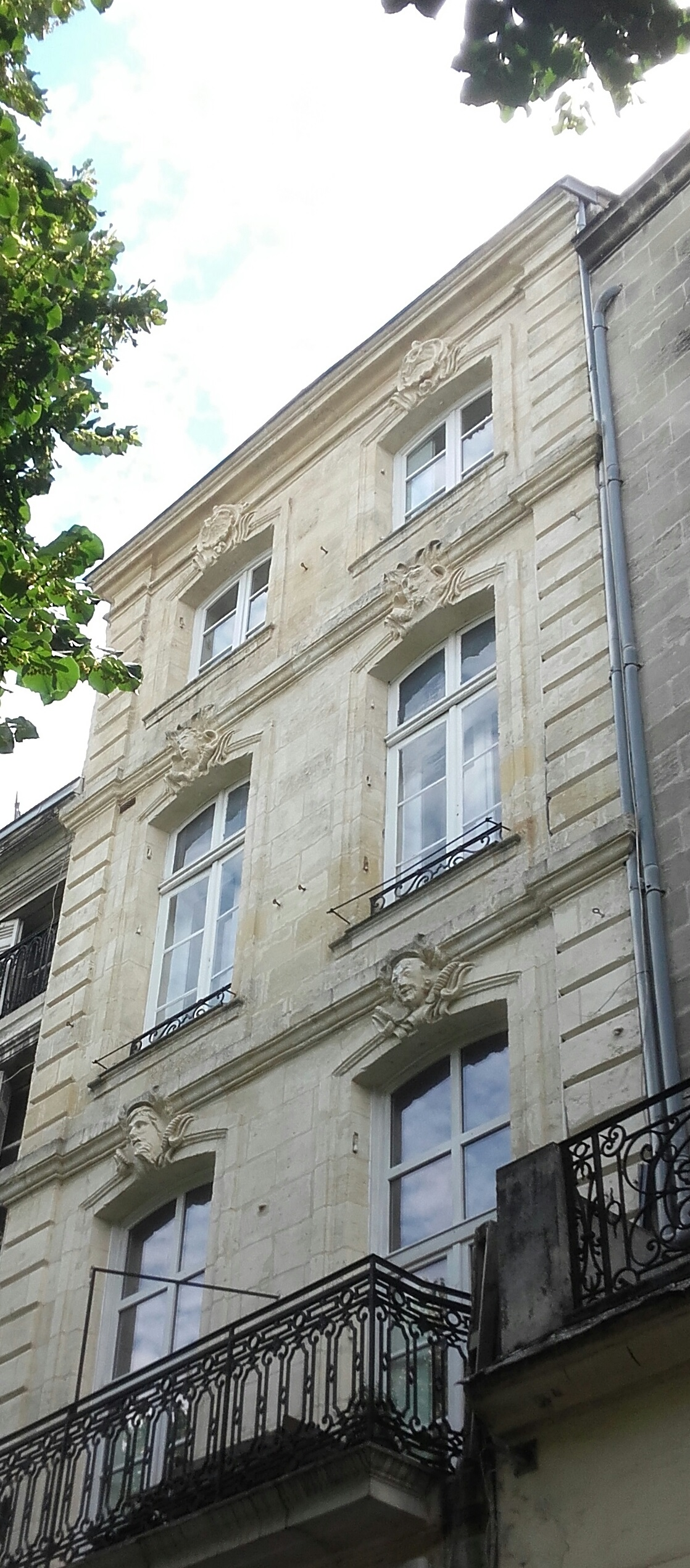
no 96
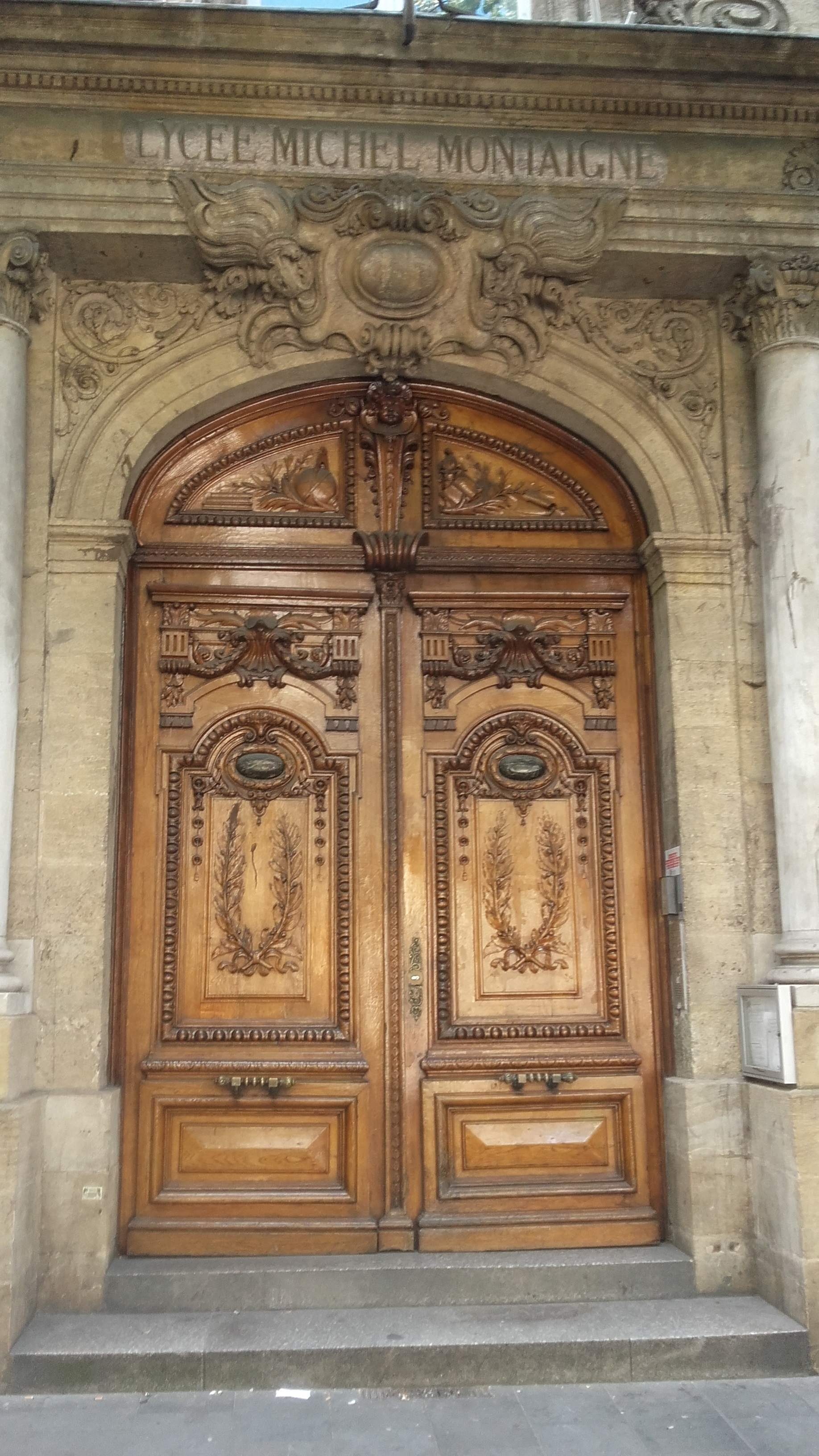
Entrée principale du lycée Michel-Montaigne au no 118
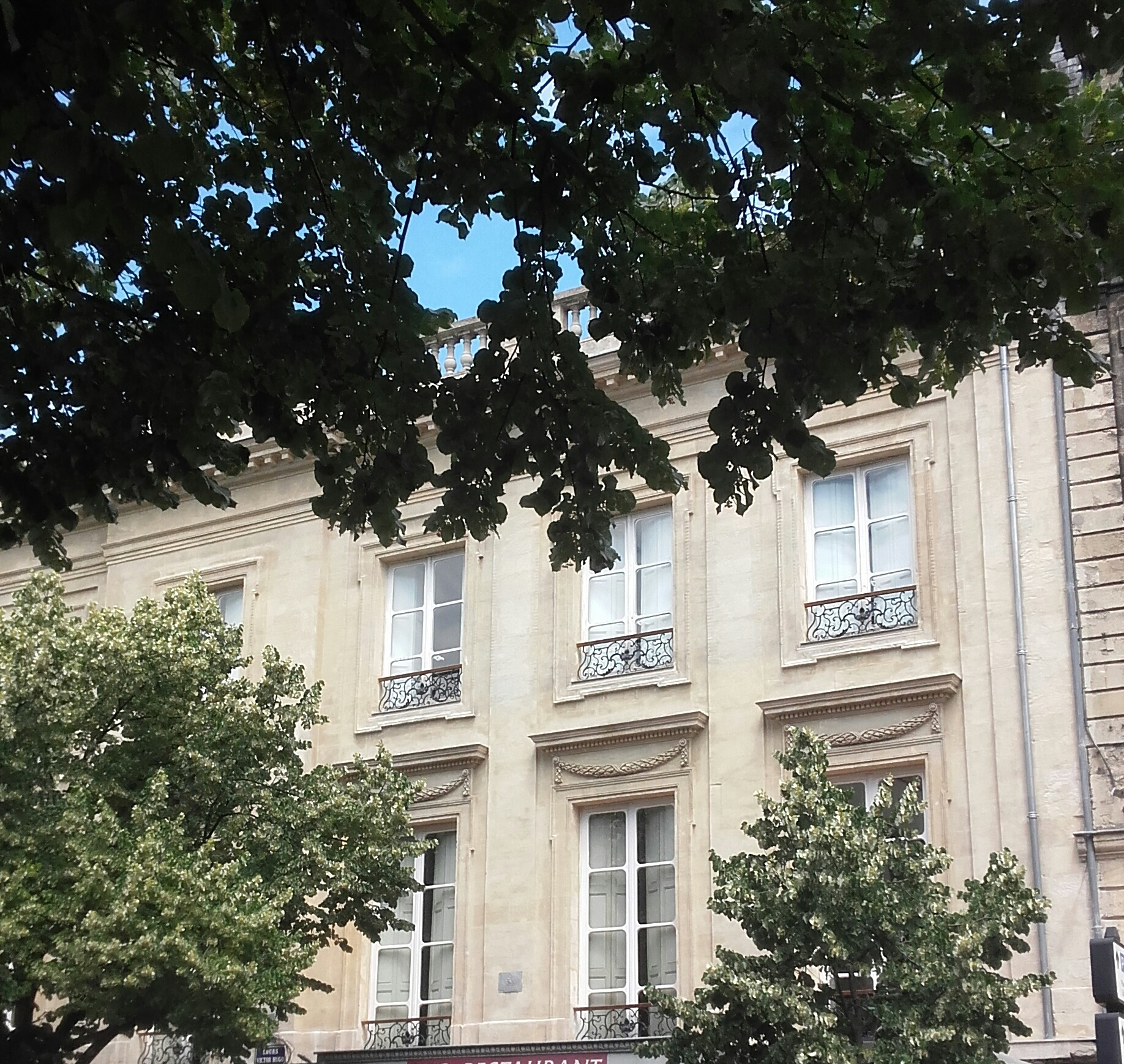
L'Hôtel Tranchère au no 131
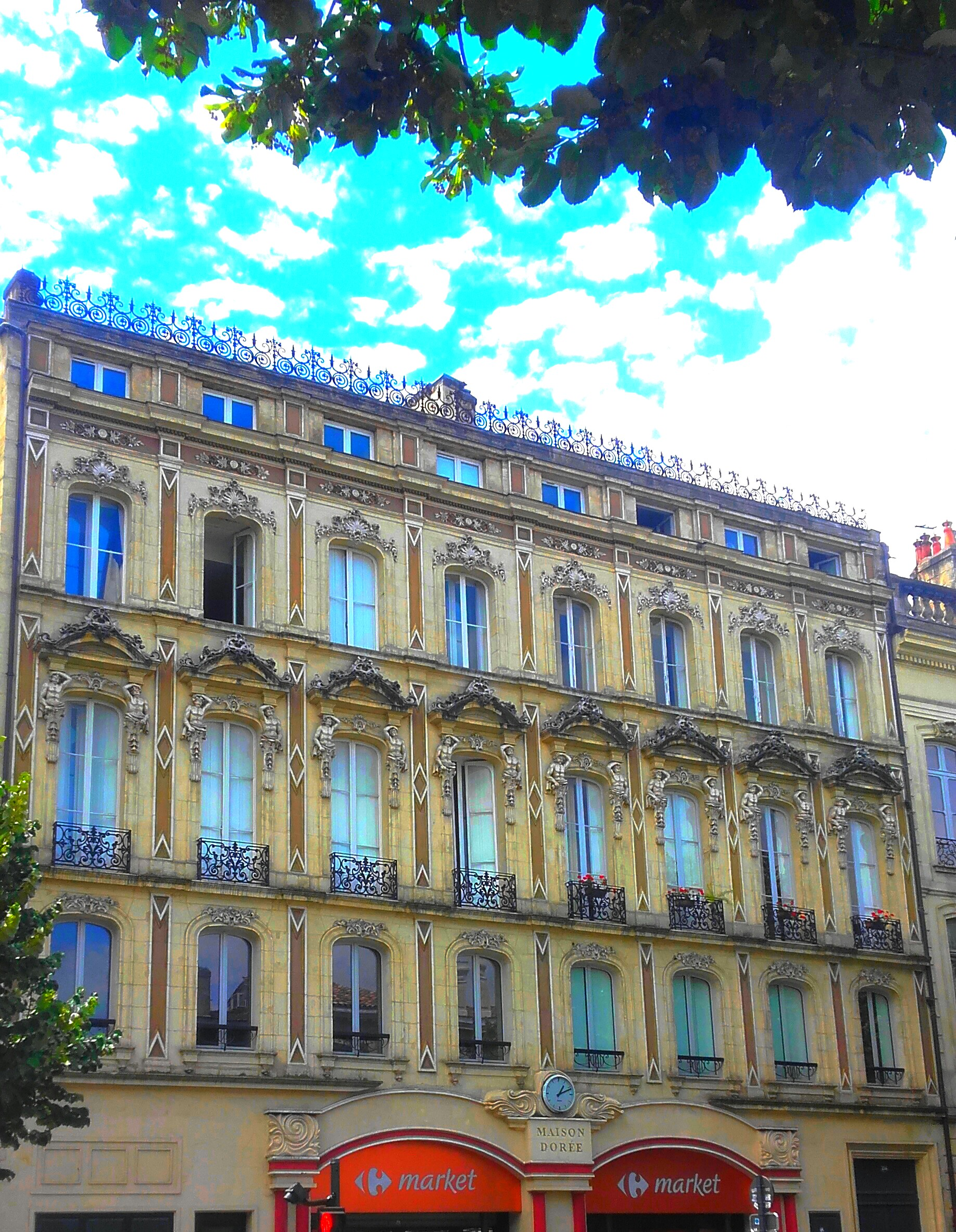
La Maison Dorée au nos 132-134
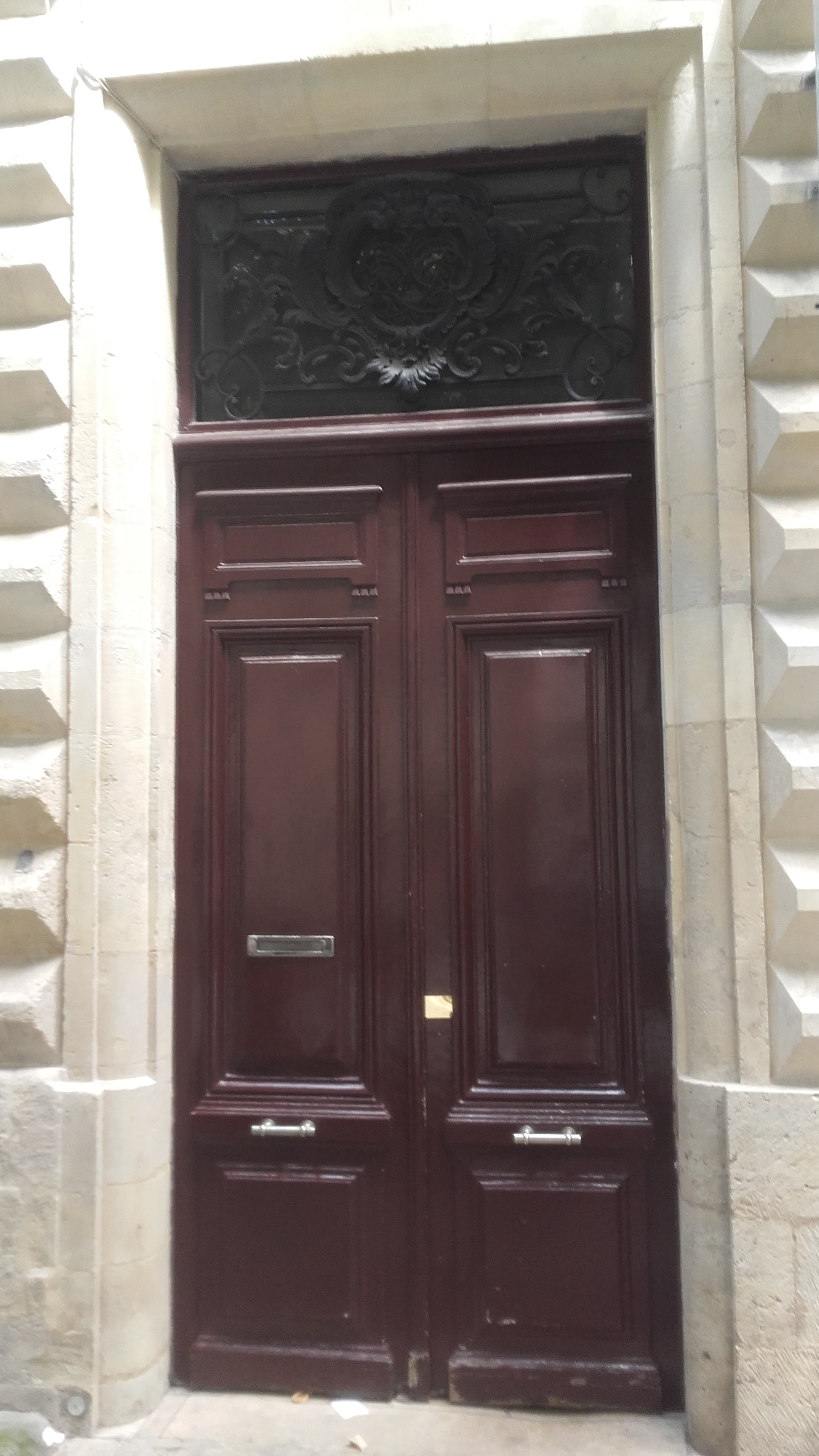
no 135
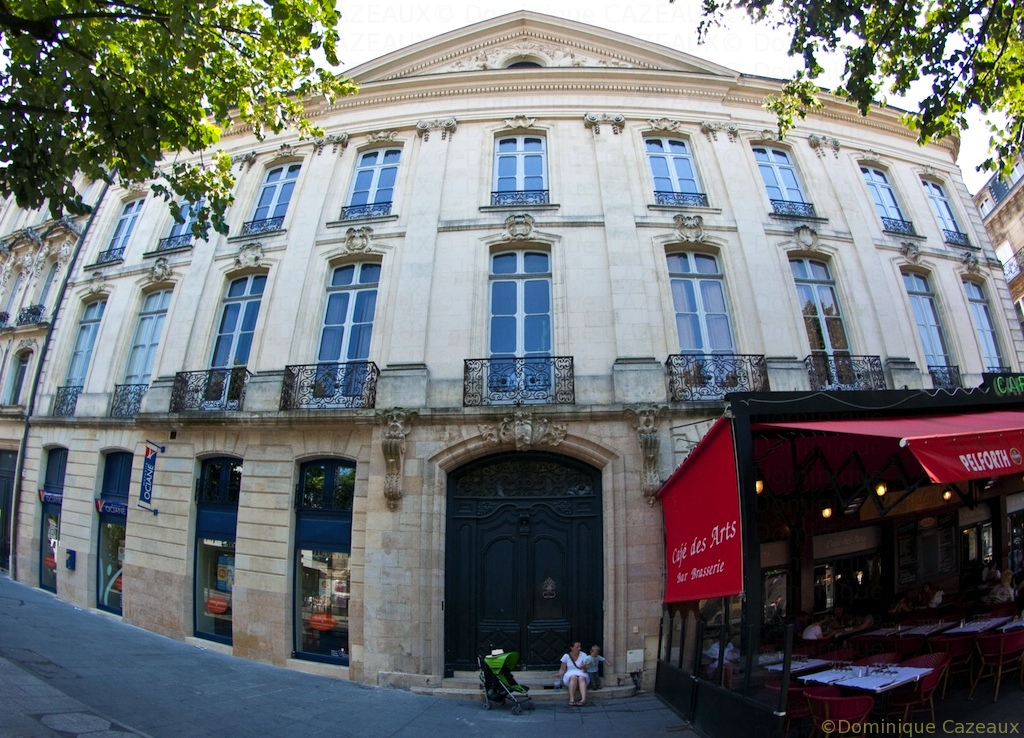
no 138 L'hôtel Gradis
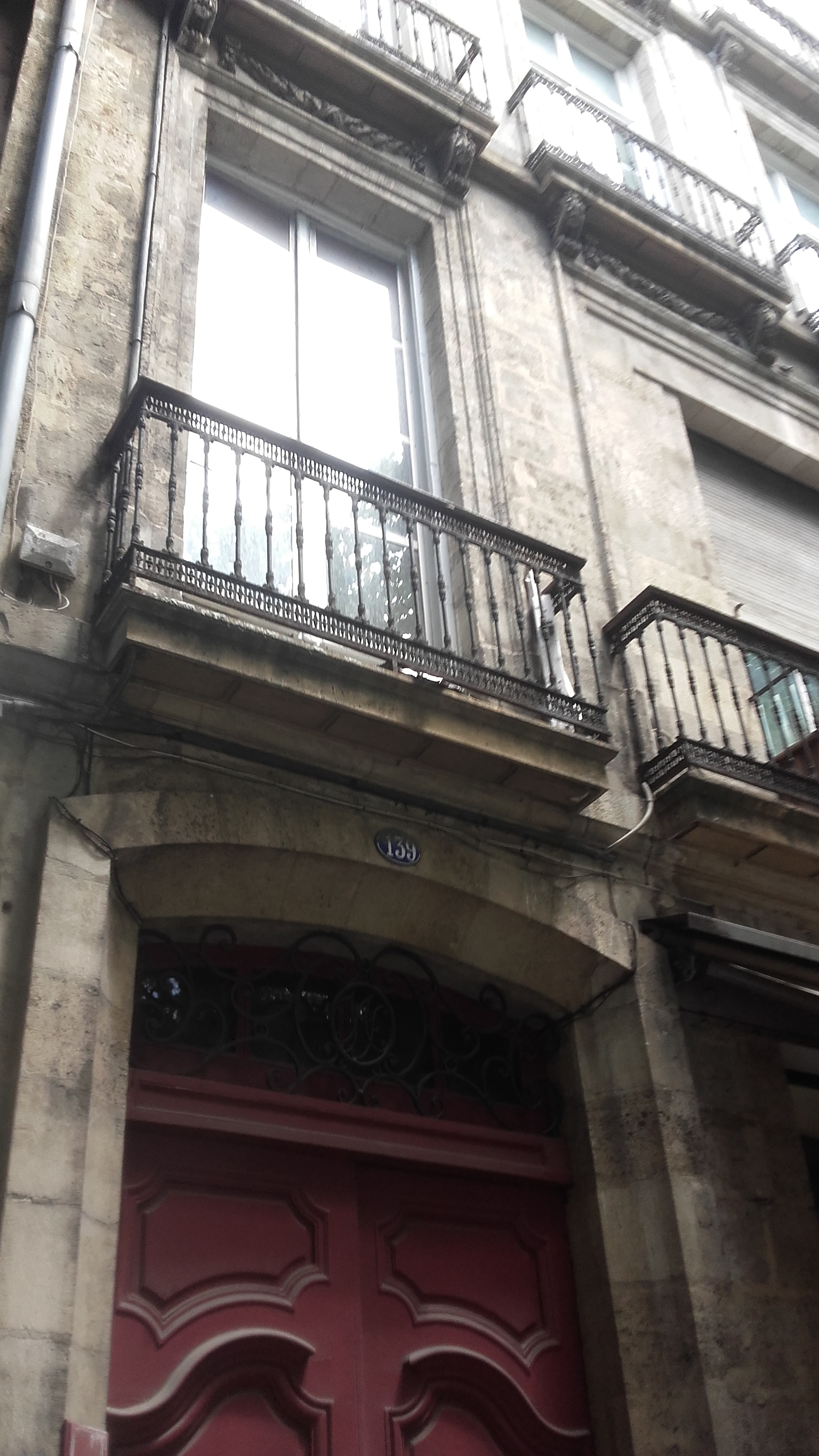
no 139
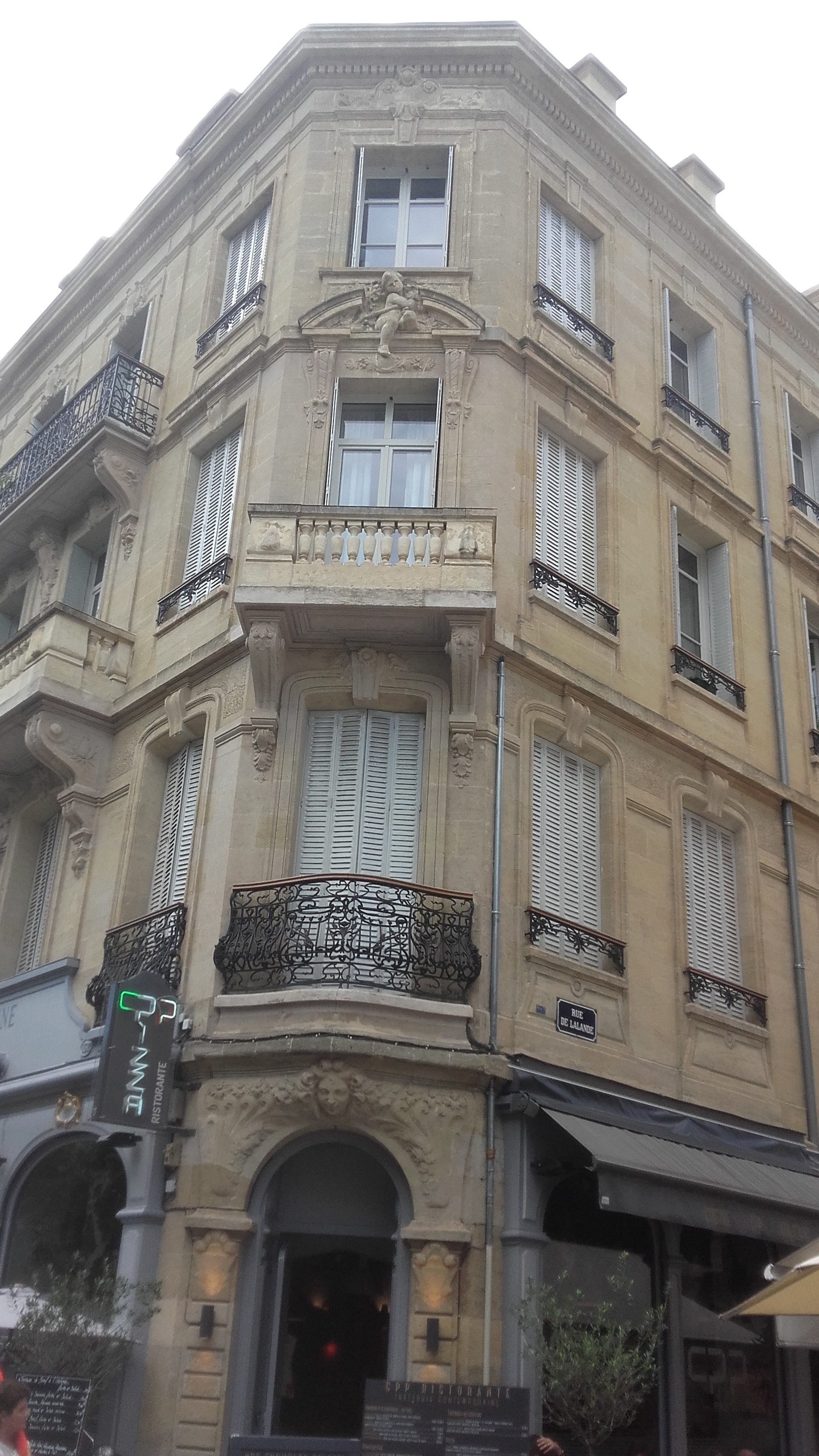
no 160
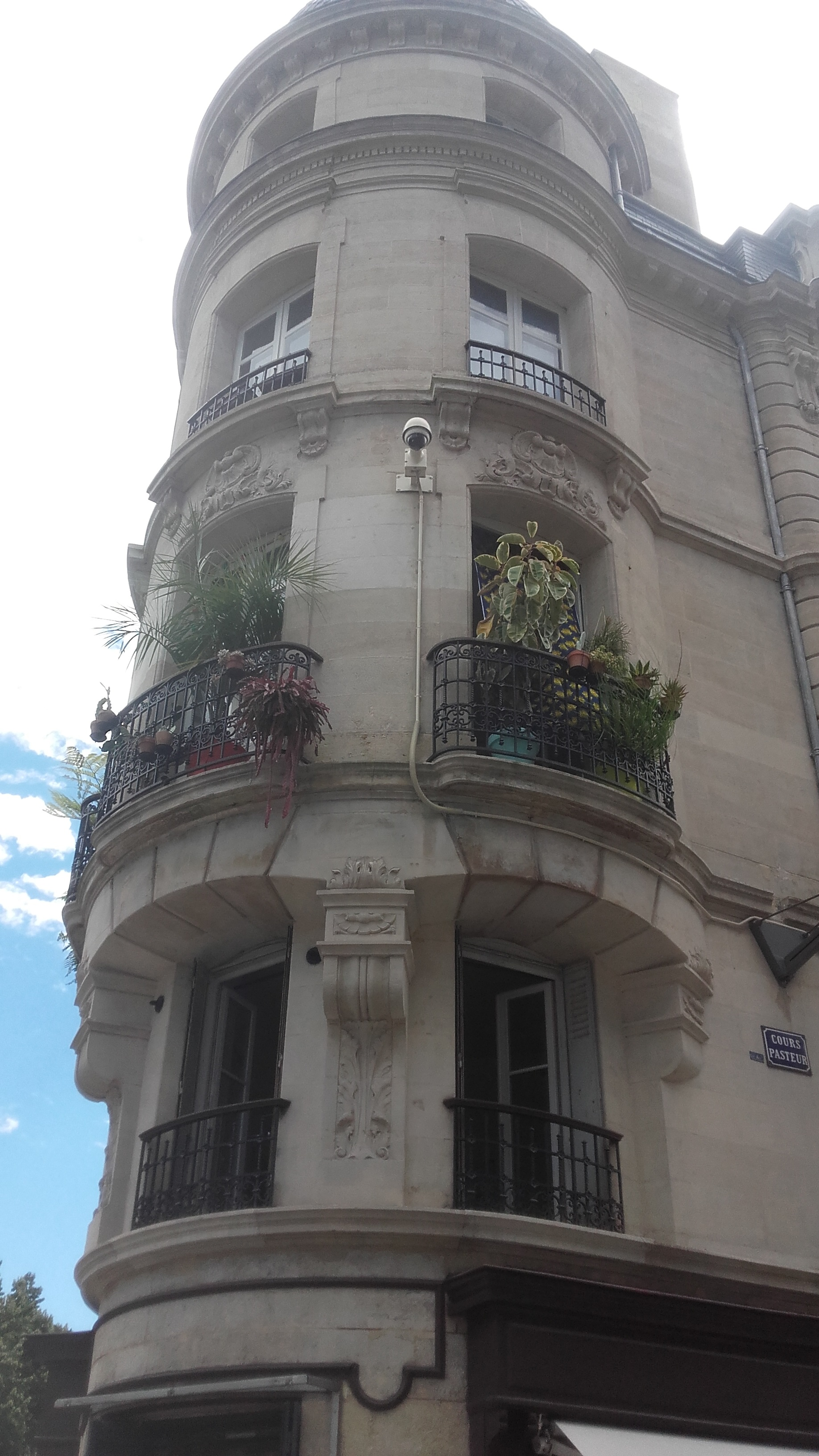
no 162